# لیمور سون هارملک
لیمور سون هارملک (عبری: לימור סון הר-מלך‎ </link>، متولد ۱۹۷۹) سیاستمدار راست افراطی اسرائیلی است. او پس از انتخابات پارلمانی ۲۰۲۲ اسرائیل به عنوان عضو کنست برای حزب کاهانی قدرت یهودی نمایندگی کرده است.
هارملک که ساکن سابق شهرک غیرقانونی هومش در کرانه باختری بود، قبل از خروج اسرائیل از نوار غزه در سال ۲۰۰۵، سازمانی را تأسیس کرد که به دنبال بازسازی این پاسگاه غیرقانونی بود.

## زندگی اولیه و بیوگرافی شخصی
هارملک در سال ۱۹۷۹ در اورشلیم به دنیا آمد. در سال ۲۰۰۱، او با شوهر اولش شولی هارملک ازدواج کرد و با او به هومش، پاسگاه غیرقانونی اسرائیلی، در کرانه باختری اشغالی نقل مکان کرد، جایی که او یک پزشک و راننده آمبولانس بود و آنها با هم صاحب یک پسر شدند.
در آگوست ۲۰۰۳، در جریان انتفاضه دوم، در حالی که هارملک هفت‌ماهه فرزند دوم خود را باردار بود، شوهرش و او در خودرویی در نزدیکی رام‌الله در کرانه باختری در حال رانندگی بودند که پنج مرد مسلح با سلاح‌های خودکار و سوار نقلیه به وسیله نقلیه آنها تیراندازی کردند اتومبیل هارملک غلت زد، شولی فوراً درگذشت، در حالی که لیمور در وضعیت بحرانی قرار داشت و دخترش چند ساعت بعد با عمل سزارین زودرس به دنیا آمد. گردان شهدای الاقصی، یک سازمان مقاومت فلسطین که به عنوان شاخه نظامی حزب سیاسی فلسطینی فتح شناخته می‌شود، مسئولیت این حمله را بر عهده گرفت.
در سال ۲۰۰۵، هارملک و خانواده اش به همراه بقیه ساکنان هومش به دلیل خروج اسرائیل از غزه و برخی از شهرهای کرانه باختری با تخریب این شهرک غیرقانونی از خانه‌های خود بیرون رانده شدند. هارملک با شوهر فعلی خود یهودا ازدواج کرد و هشت فرزند دیگر از او بدنیا آورد. آنها پس از هفتمین فرزندش از محل اقامت موقت به خانه ای در شهرک شاوی شمرون نقل مکان کردند.
او پس از وقوع خشونت توسط شهرک نشینان اسرائیلی در فوریه ۲۰۲۳ در شهرک فلسطینی هوواره حضور داشت. او از دولت خواست که "محکومیت و درخواست برای آرامش صادر نکند".</link>

## زندگی سیاسی
هارملک یک سازمان مردمی اول هامش را تأسیس کرد، که به دنبال بازسازی پاسگاه غیرقانونی او تا سال ۲۰۰۵ است در انتخابات پارلمانی ۲۰۲۲ اسرائیل، هارملک برای رتبه سیزدهم در لیست حزب صهیونیستی مذهبی - قدرت یهودی انتخاب شد. از آنجایی که این فهرست چهارده مقام به دست آورد، هارملک با موفقیت به کنست انتخاب شد.
در سال ۲۰۲۳، هارملک قانونی را برای ممنوعیت اهتزاز پرچم فلسطین در پردیس‌های کالج اسرائیل معرفی کرد.

### دیدگاه‌های سیاسی
هارملک مکرراً اتهاماتی را مطرح کرده که رهبری نیروهای دفاعی اسرائیل (IDF) امنیت فلسطینیان در کرانه باختری را بر شهرک نشینان برتری می‌دهد. در سال ۲۰۲۳، او ادعا کرد که یوآف گالانت، که در حال حاضر به عنوان وزیر دفاع خدمت می‌کند، شهرک نشینان را «آگاهانه به خطر می‌اندازد» و باید از مقام خود استعفا دهد، او نظرات مشابه نماینده دیگر کنست آویهای بارون را تأیید کرد.
در مورد مسائل عدالت کیفری، هارملک استدلال کرده است که احکام عرب‌هایی که یهودیان را می‌کشند باید سخت‌تر از احکام یهودیانی باشد که عرب‌ها را می‌کشند. هارملک در مصاحبه ای با رادیو ینت گفت که یهودی که یک عرب را می‌کشد باید به حبس ابد محکوم شود، در حالی که هر عرب «که یک یهودی را می‌کشد باید بمیرد».

### جنجال بن اولیل ۲۰۲۳
در سال ۲۰۲۳، هارملک پس از دفاع از امیرام بن اولیل، تروریستی که در سال ۲۰۲۰ به جرم قتل سه عضو یک خانواده فلسطینی و سوزاندن فرزند ۱۸ ماهه آنها به عنوان «مرد صالح مقدس» محکوم شد، جنجال برانگیخت. هارملک در جمع‌آوری کمک‌های مالی برای دفاع در دادگاه از تروریست محکوم، ادعا کرد که بن اولیل بی‌گناه است. اظهارات او باعث «سرزنش غیرمستقیم» وزارت امور خارجه ایالات متحده شد.

## زندگی شخصی
هارملک و همسرش یهودا در شهرک شاوی شومرون در کرانه باختری زندگی می‌کنند. او صاحب ده فرزند است.